# Joseph Oller

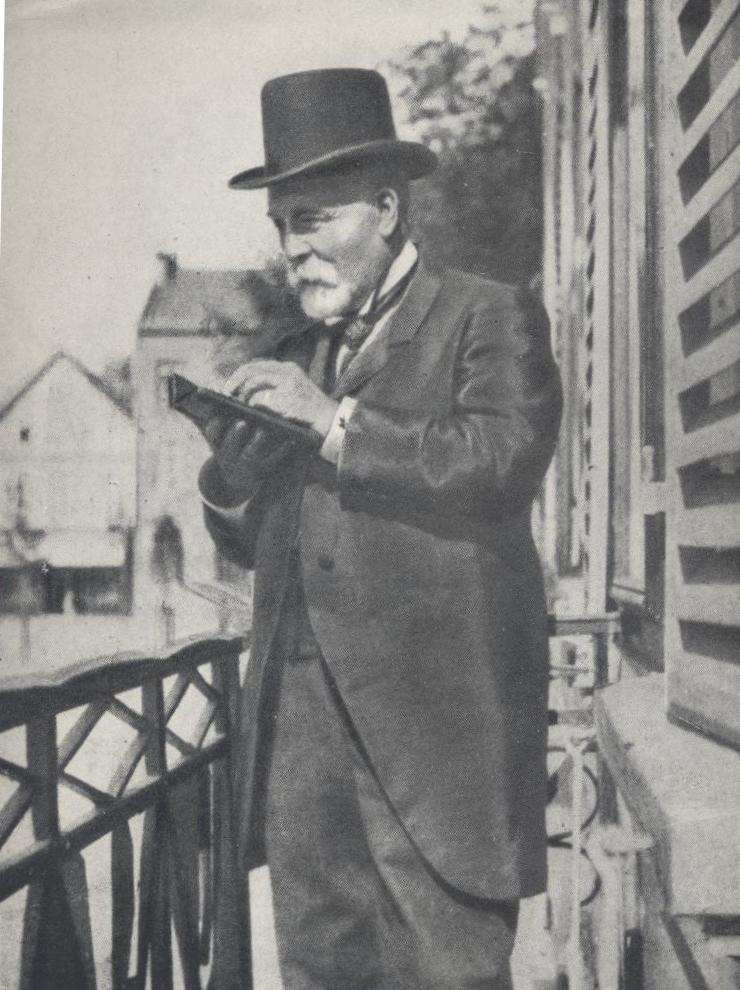
Joseph Oller

Joseph Oller, auf Katalanisch Josep Oller i Roca, (* 10. Februar 1839 in Terrassa, Spanien; † 19. April 1922 in Paris) war ein katalanisch-französischer Impresario, Gründer des Moulin Rouge und wird als Erfinder des Totalisators genannt.

## Leben
Im Jahr 1842 siedelte Ollers Familie nach Paris über. Zum Studium ging er wieder zurück nach Spanien an die Universität in Bilbao. Dort waren Hahnenkämpfe populär.
Nach 1850 erwarb er die Wiesen entlang der Seine (das heutige Maisons-Laffitte) von Jacques Laffitte und gestaltete sie zu Pferdelaufbahnen um. 1878 wurden sie in ein Hippodrom umgewandelt. Um 1865 wurde bei den Pferderennen in Frankreich das Totalisator-System eingeführt, als Erfinder wird in vielen Quellen ein Pariser Parfumhändler namens Pierre Oller genannt, der diese Wettart (pari mutuel) einem befreundeten Buchmacher vorgeschlagen haben soll,
andererseits eben Joseph Oller.
Im Jahr 1886 baute er den Nouveau Cirque in Paris.
Im Jahr 1888 errichtete er die Music Hall Olympia in Paris. 1888/89 gründete er zusammen mit Charles Zidler das Moulin Rouge.
Im Alter von 83 Jahren starb Joseph Oller in Paris und fand auf dem Friedhof Père-Lachaise seine letzte Ruhestätte.

## Rezeption
- In dem Biopic Film von 2016 Monsieur Chocolat übernahm Olivier Gourmet die Rolle des Joseph Oller